# لين فرانكس
لين فرانكس (بالإنجليزية: Lynne Franks)‏ هي ناشِطة بريطانية، ولدت في 16 أبريل 1948 في لندن في المملكة المتحدة.